# Wienerberg
Der Wienerberg (Schreibweise der Österreichischen Karte: Wiener Berg) ist ein auf 244 m ü. A. gelegener Bergrücken am Südrand Wiens. Das Areal ist Teil des einwohnerreichsten Gemeindebezirks, Favoriten. Seit einem städtebaulichen Ideenwettbewerb in den 1980er-Jahren befindet sich hier das Erholungsgebiet Wienerberg mit einer Gesamtfläche von 117 Hektar, von denen 90 Hektar geschützt sind und 16 Hektar auf Wasserflächen entfallen. Der geschützte Teil weist eine vielfältige Flora und Fauna auf, darunter auch einige der auf der Roten Liste stehenden Arten, wie etwa der große Feuerfalter oder die europäische Sumpfschildkröte.

## Lage und Bebauung
Der Wienerberg bildet mit dem östlich gelegenen Laaer Berg (251 m ü. A.) und dem dazwischenliegenden Boschberg den weitesten Vorsprung des Wienerwalds in das Wiener Becken und gehört zur Terrassenlandschaft am Beckenrand. Der Hügelzug liegt zwischen dem Tal der Wien (zum Donaukanal) und der Donau im Norden, und der Niederung der Liesing (zur Schwechat) im Süden.
Begrenzt ist der Wienerberg im Süden durch die Autobahn A23, im Osten durch die Wienerfeld-Siedlung, im Norden durch die Wohnsiedlung entlang der Raxstraße und der Wienerbergstraße und im Westen durch die Eibesbrunnergasse, die die Bezirksgrenze vom 10. Wiener Gemeindebezirk Favoriten und dem 12. Wiener Gemeindebezirk Meidling bildet.
Die weithin sichtbaren Wahrzeichen des Wienerbergs sind die Spinnerin am Kreuz und der alte Wasserturm Favoriten. In jüngster Zeit kamen die Hochhaustürme des Architekten Massimiliano Fuksas, der Vienna Twin Tower dazu. Sie sind Teil des neuen Wienerberg City genannten Geschäfts- und Wohnviertels, das noch die weiteren Hochhäuser Delugan-Meissl-Tower, den Coop-Himmelb(l)au-Tower und den Monte-Verde des Architekten Albert Wimmer umfasst. Der Delugan-Meissl-Tower ist benannt nach dem Wiener Architekturbüro Delugan Meissl.

## Geschichte

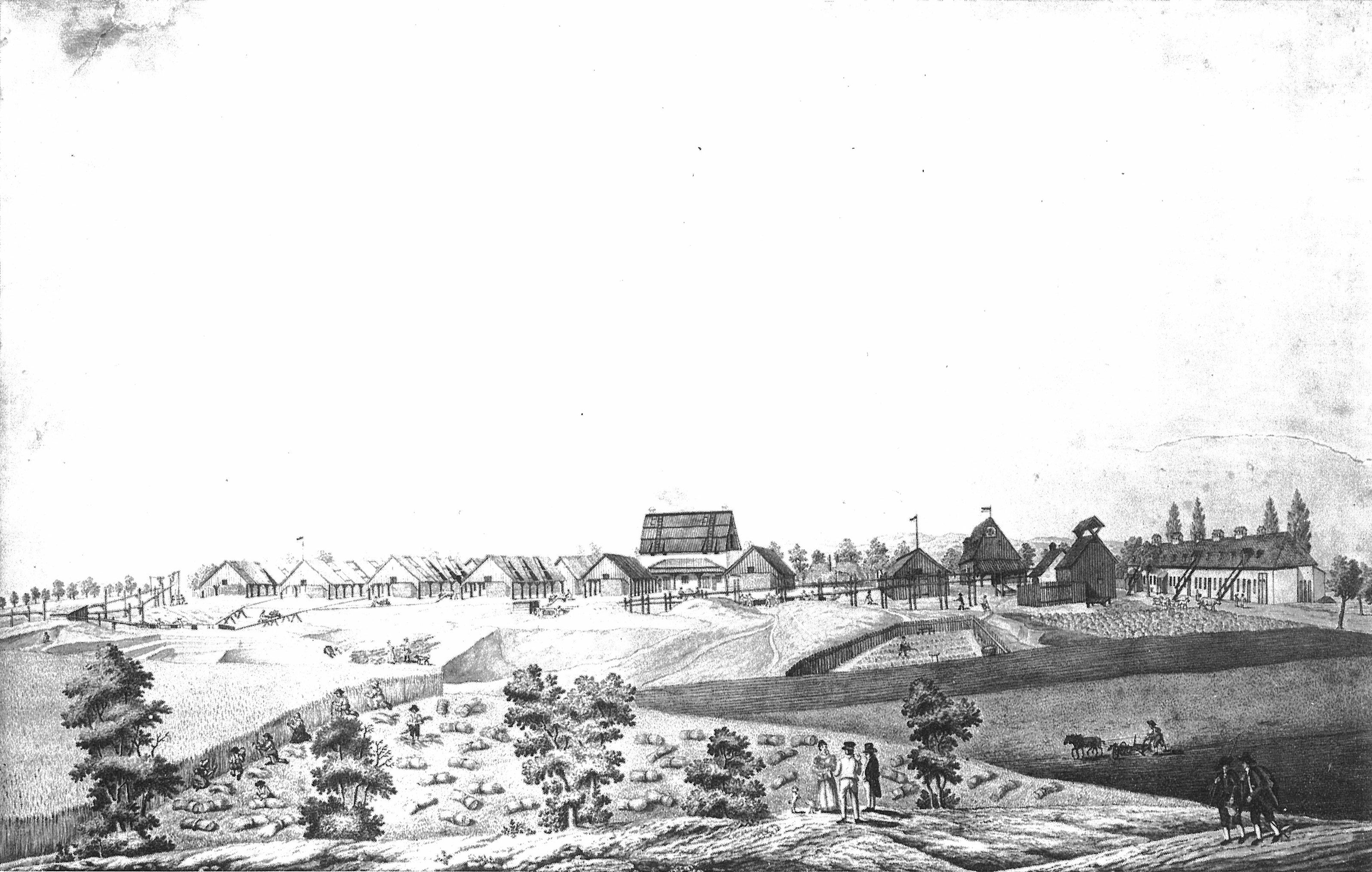
Ziegelei am Wienerberg um 1815

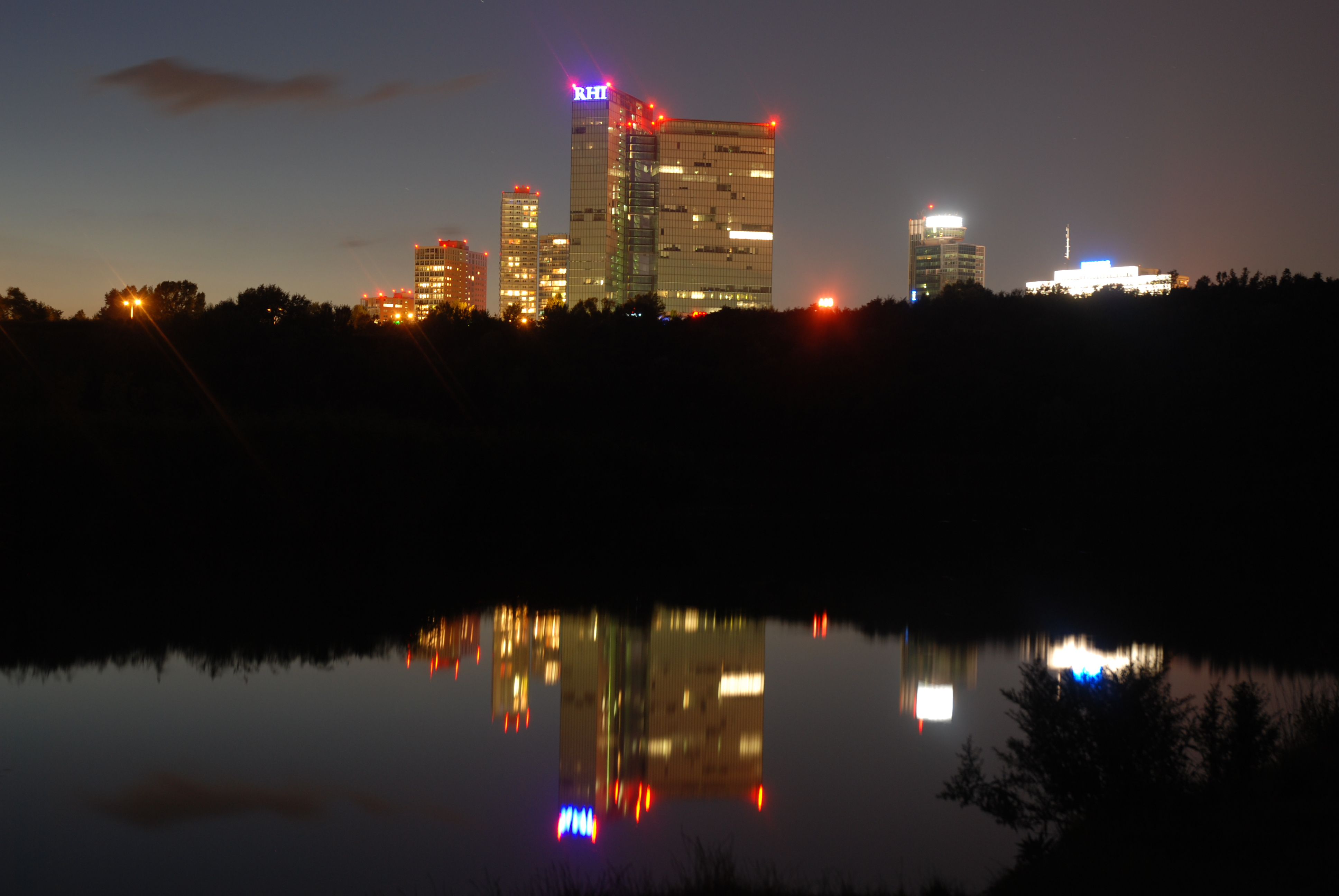
Wienbergcity bei Nacht vom Ziegelteich aus gesehen

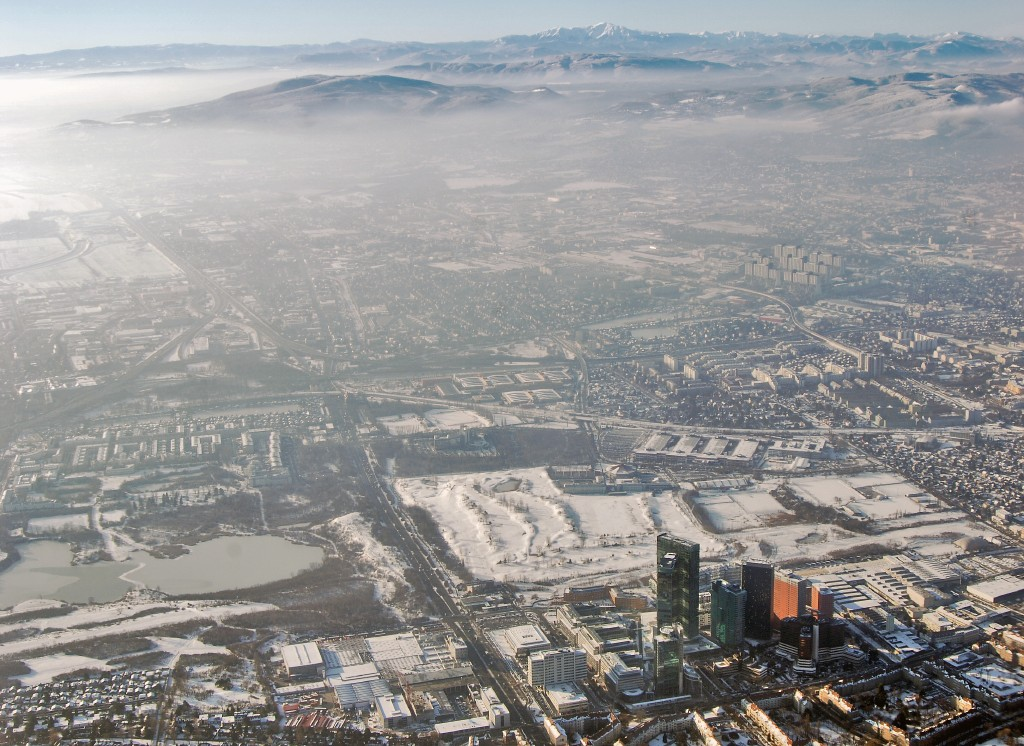
Blick über den Wienerberg (Vordergrund) bis zum Schneeberg am Horizont (60 km Luftlinie)

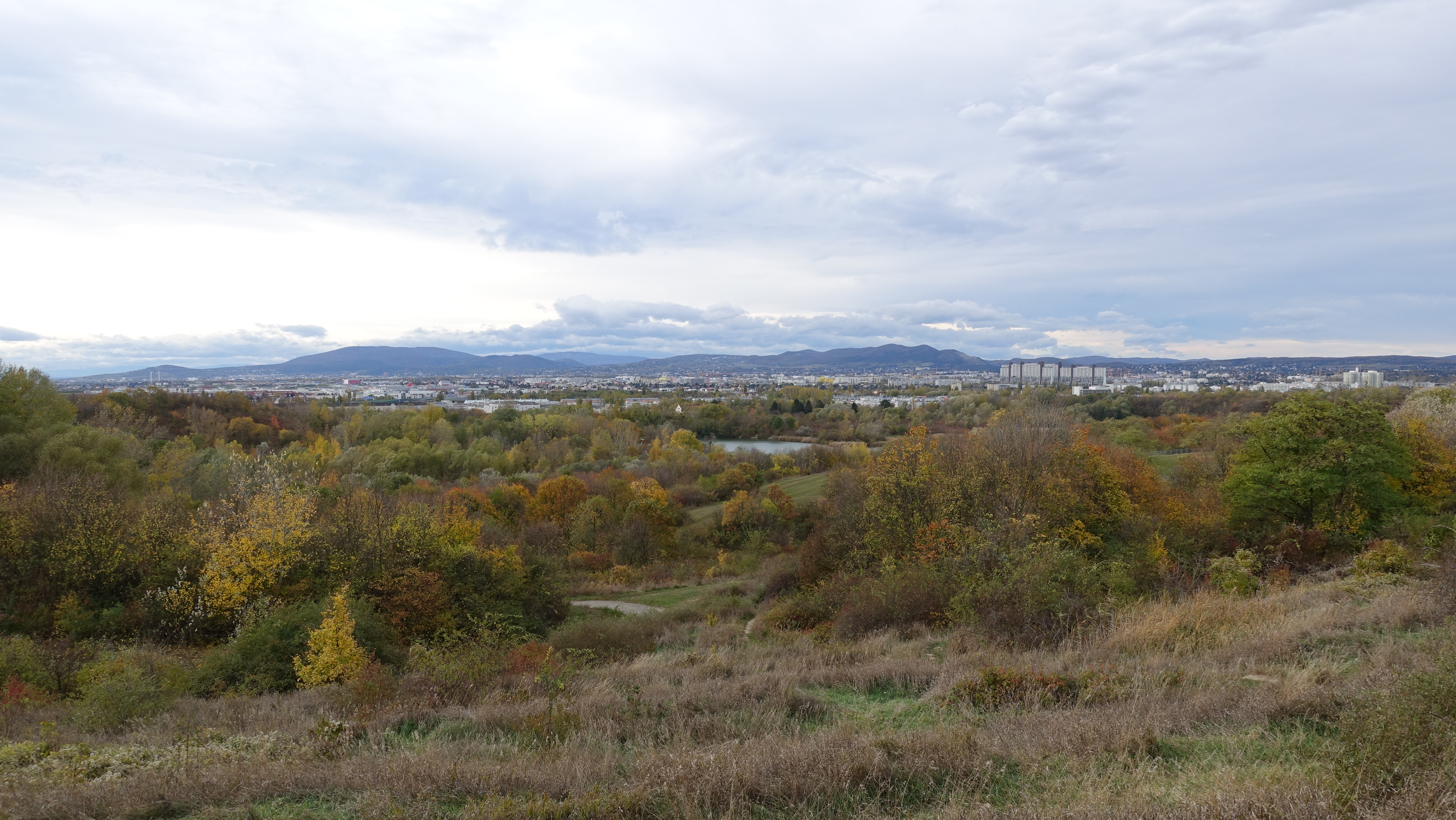
Wienerberg Richtung Süden

Bereits zur Römerzeit wurden auf dem heutigen Gebiet des Wienerbergs Lehmvorkommen entdeckt und zur Ziegelherstellung genutzt.
1775 ließ Maria Theresia die erste staatliche Ziegelei auf diesem Gebiet errichten, welche 1820 zur größten Europas wurde. Auch die heute weltweit tätige Ziegelei Wienerberger wurde hier 1819 gegründet. Daraus gibt sich die Tatsache, dass die Wiener Architektur dieser Zeit sehr stark durch Ziegelbauten geprägt worden ist, erkenntlich an Prachtbauten wie dem Hauptzollamt oder dem Wiener Arsenal, aber auch Arbeiterwohnhäuser und soziale Einrichtungen wurden damals mit den Ziegeln vom Wienerberg gebaut. Die dortige Ziegelproduktion ging ab 1870 mit einer stark zunehmenden Ausbeutung der Arbeitskräfte, zu denen auch Kinder gehörten, einher. Die vielen aus den Kronländern zugewanderten Arbeiter wurden Ziegelbehm (Ziegelböhm) genannt.
Im Bereich der Spinnerin am Kreuz befanden sich die zwei Hinrichtungsstätten am Wienerberg.
Von 1826 bis um 1900 standen auf dem Kamm des Wienerberges im Bereich des heutigen Favoritner Gewerberinges die Justierungspunkte für die alte Universitätssternwarte, die Meridiansäulen am Wienerberg.
In den 1960er Jahren wurde der Lehmabbau unrentabel und die Ziegelwerke wurden stillgelegt. Zurück blieb brachliegendes Land und die für den Wienerberg typischen kleinen Seen, welche die ehemaligen Lehmgruben hinterließen, und der längst auch andernorts tätige Ziegelhersteller Wienerberger, der aus den kaiserlichen Ziegelwerken hervorging. Das Areal war von nun an im Besitz der Stadt Wien und wurde zur Schuttablagerung genutzt.
Ende der 1970er Jahre wurde ein städtebaulicher Ideenwettbewerb durchgeführt. Dieser bildete den Auftakt für die Gestaltung des heutigen naturnahen Erholungsgebietes nach Plänen des Landschaftsarchitekten Wilfried Kirchner. 1995 erfolgte die Erklärung zum geschützten Landschaftsteil.
1999 wurde mit dem Bau der Wienerberg City, eine Anordnung von zahlreichen Wohn- und Bürohochhäusern rund um einen neu gestalteten See (ehemalige Lehmgrube) und Park, begonnen. Als erstes dieser Gebäude wurde 2001 der Vienna Twin Tower fertiggestellt.

## Freizeitangebot
Es existieren ein 14 km langes Wegenetz, mehrere kleine Teiche sowie der größere Wienerberg-Teich,
Spielplätze, ein Streetballplatz, mehrere Fußballplätze, ein Beachvolleyballplatz und Radwege. Der Wienerberg-Teich wird bei entsprechenden Temperaturen als Naturbadeplatz genutzt und weist laut Untersuchungen der Stadt Wien auch eine ausreichende Wasserqualität auf, ist jedoch derzeit nicht offiziell als solcher gewidmet.
Weiters gibt es eine eigene Hundezone, mehrere Liegewiesen, einen Heilkräutergarten, den Biergasthof Chadim, eine Pferdekoppel sowie Laufstrecken, sogenannte Running Checkpoints.

## Verkehr
Der Wienerberg wird durch verschiedene Linien bedient, etwa die U1 mit der Station am Alten Landgut, sowie die Autobuslinien 15A und N67.
Die Erweiterung der U2 nach Süden sieht eine neue Endstelle am Wienerberg vor.

## Weblinks

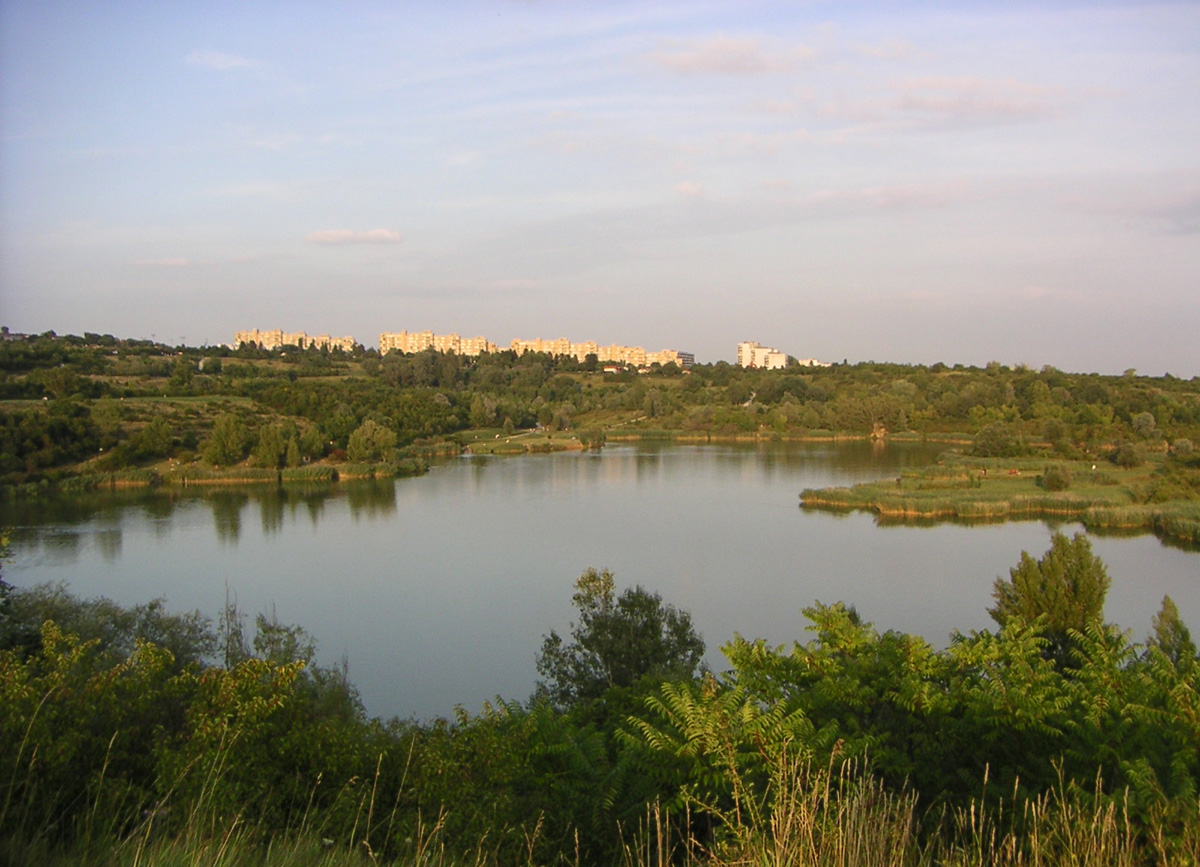
Blick über die Wasserflächen des Wienerberges nach Osten

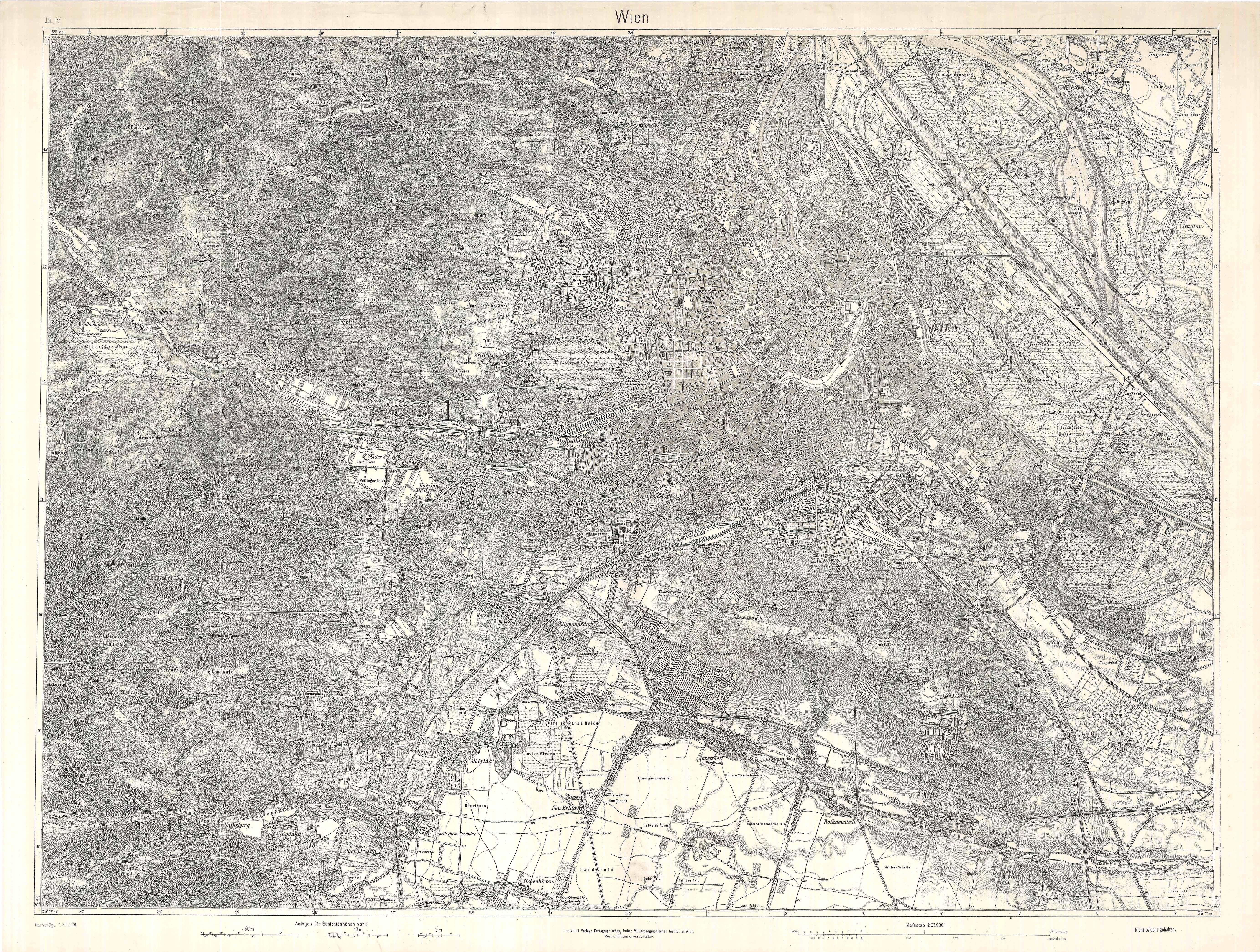
Die Ziegelwerke am Wiener Berg um 1900 (rechts unten)